# Hôtel de Gissey
L'hôtel Millotet ou de Gissey est un hôtel particulier situé 17 rue Piron, à Dijon en Côte-d'Or.

## Historique
Cet hôtel a été construit vers 1650, pour Marc-Antoine Millotet, avocat général au Parlement de Dijon, puis maire de Dijon en 1650-1651. Cette propriété comprenait un jeu de paume.

## Classement
Cet hôtel particulier fait l’objet d’une inscription au titre des monuments historiques depuis le 13 mars 1964.